# Aeroportul Chungribu
Aeroportul Chungribu (IATA: CVB) este un aeroport din Madang Province⁠(d), Papua Noua Guinee.
aeroportul dispune de o singură pistă.